# Mª Concepción Guisasola
María de la Concepción Guisasola Zulueta  (España, siglo XX) es una doctora en medicina interna española que trabaja en el Hospital  General Universitario Gregorio Marañón es profesora de la Universidad Complutense de Madrid y coordinadora de programas científicos en la Fundación Alicia Koplowitz.

## Biografía
Tras licenciarse en Medicina y Cirugía en 1980, en la Universidad Complutense de Madrid, en 1988 se doctoró en Medicina en la misma universidad con una tesis titulada: "Alteraciones de la composición fosfolipídica de la membrana eritrocitaria de los etílicos crónicos. Su correlación con los diferentes grados anatomopatológicos de la lesión  hepática etílica". Este título evidencia su interés por los aspectos bioquímicos y fisiológicos de los trastornos mentales.

### Trayectoria profesional
Entre 1981 a 1985 trabajó como especialista en medicina interna, en el Hospital General Universitario Gregorio Marañón. Desde 1992 fue profesora asociada del departamento de medicina de la Universidad Complutense de Madrid. Entre 1992 y 2009 fue especialista senior Hospital General Universitario Gregorio Marañón. Desde 2009 consultora de medicina interna en el mismo hospital.  También, coordinadora del Laboratorio de Biología Celular desde 1998 y miembro de la Comisión de Investigación desde 1993.
Paralelamente, desde 2010, fue coordinadora de Programas Científicos Fundación Alicia Koplowitz, donde contribuyó al desarrollo de  proyectos destacados  relacionados con salud mental infanto-juvenil, así como los factores de riesgo y protección asociados, a fin de mejorar su calidad de vida.Además formó parte del Instituto de Investigación Sanitaria Gregorio Marañón.
Cuenta con una patente registrada sobre un procedimiento mejorado para evaluar el riesgo cardiovascular. Ha dirigido y colaborado en numerosos cursos de postgrado y ha publicado en diferentes libros y revistas científicas de ámbito nacional e internacional. Forma parte de la Dirección de la Asociación de Salud Mental de la niñez y adolescencia. Participó en la organización de jornadas científicas, sobre infancia y adolescencia con problemas de salud mental, y síntomas físicos.